# هدف تاکتیکی
هدف تاکتیکی (انگلیسی: Tactical objective) از تاکتیک‌های نظامی است، که با هدف دستیابی سریع به نتایج مطلوب در هنگام انجام یک فعالیت، وظیفه یا مأموریت کوتاه‌مدت مورد استفاده قرار می‌گیرد. در ساختارهای نظامی ۳ لایه که از فرمانده میدان، فرمانده میانی و فرمانده ارشد تشکیل می‌شود، تحقق اهداف تاکتیکی اغلب به پائین‌ترین واحد سازمانی واگذار می‌گردد. اصطلاح اهداف تاکتیکی نخستین بار در عملیات‌های نظامی بکار گرفته شد، ولی از ابتدای قرن بیستم، این تاکتیک بتدریج در زمینه‌های امنیتی، انتظامی، کنترل حریق، بازرگانی، برنامه‌ریزی تجاری، سیاست خارجی و روابط بین‌المللی، به کار گرفته شد. به‌طور کلی اهداف تاکتیکی از مراحل میانی دستیابی به اهداف عملیاتی می‌باشد و در قالب یک برنامه تاکتیکی، به عنوان بخشی از یک طرح عملیاتی مورد استفاده قرار می‌گیرد، که اجرای آن به مهارت‌های تصمیم‌گیری و حل مسئله نیاز دارد. در حوزه تجاری، اهداف تاکتیکی نشان‌دهنده اهداف عملکردی می‌باشد، که اغلب توسط مدیران میانی به منظور دستیابی به اهداف سازمانی تعریف می‌شوند.